# Heller Rock
Der Heller Rock (englisch; spanisch Islote Heller) ist ein Klippenfelsen im Archipel der Südlichen Shetlandinseln. Im südlichen Teil der Discovery Bay von Greenwich Island liegt wer weniger als 70 m vor dem Correa Point und rund 1 km südöstlich des Labbé Point.
Wissenschaftler der 1. Chilenischen Antarktisexpedition (1946–1947) benannten ihn nach José Heller C., Zimmerer an Bord der Iquique bei dieser Forschungsreise. Das UK Antarctic Place-Names Committee übertrug diese Benennung 2003 in angepasster Form ins Englische.